# 羅謝爾 (佛羅里達州)
羅謝爾（英語：Rochelle）是位於美國佛羅里達州阿拉楚阿縣的一個非建制地區。該地的面積和人口皆未知。

## 地理
羅謝爾的座標為29°35′47″N 82°13′04″W / 29.59639°N 82.21778°W，而該地的平均海拔高度為23米（即75英尺）。